# Бондаревське
Бондаре́вське — селище Іловайської міської громади Донецького району Донецької області, Україна. На деяких картографічних джерелах помилково вказане як Бондарі́вське.

## Загальні відомості
Відстань до Амвросіївки становить близько 23 км і проходить автошляхом Т 0507.
Унаслідок російської військової агресії із серпня 2014 р. Бондаревське перебуває на території ОРДЛО.

## Населення

### Мова
Розподіл населення за рідною мовою за даними перепису 2001 року:
| Мова            | Кількість | Відсоток |
| --------------- | --------- | -------- |
| російська       | 275       | 54.13%   |
| українська      | 230       | 45.28%   |
| білоруська      | 1         | 0.20%    |
| інші/не вказали | 2         | 0.39%    |
| Усього          | 508       | 100%     |

За даними перепису 2001 року населення селища становило 508 осіб, із них 45,28 % зазначили рідною мову українську, 54,13 % — російську та 0,2 % — білоруську.